# Orthaea venamensis
Orthaea venamensis är en ljungväxtart som beskrevs av B. Maguire, J.A. Steyermark och J.L.Luteyn. Orthaea venamensis ingår i släktet Orthaea och familjen ljungväxter. Inga underarter finns listade i Catalogue of Life.